# Flexicrurum longispina
Flexicrurum longispina là một loài nhện trong họ Ochyroceratidae. Loài này phân bố ở Trung Quốc.